# Dobre (Masovia)
Dobre è un comune rurale polacco del distretto di Mińsk, nel voivodato della Masovia.
Ricopre una superficie di 124,85 km² e nel 2004 contava 5 962 abitanti.